# پوباراولا
پوباراولا (به لاتین: Pubbarawela) یک منطقهٔ مسکونی در سری‌لانکا است که در استان مرکزی (سری‌لانکا) واقع شده‌است.